# ديفيد عمرام
ديفيد عمرام (بالإنجليزية: David Amram)‏ هو عازف جاز ومغن مؤلف وملحن وشاعر أمريكي، ولد في 17 نوفمبر 1930 في فيلادلفيا في الولايات المتحدة.

## وصلات خارجية
- ديفيد عمرام على موقع IMDb (الإنجليزية)
- ديفيد عمرام على موقع ميوزك برينز (الإنجليزية)
- ديفيد عمرام على موقع قاعدة بيانات برودواي على الإنترنت (الإنجليزية)
- ديفيد عمرام على موقع أول ميوزيك (الإنجليزية)
- ديفيد عمرام على موقع ديسكوغز (الإنجليزية)
- ديفيد عمرام على موقع قاعدة بيانات الفيلم (الإنجليزية)